# Metendothenia controversana
Metendothenia controversana es una especie de polilla del género Metendothenia, tribu Olethreutini, familia Tortricidae. Fue descrita científicamente por Razowski & Karisch en 2015.

## Hábitat
Se ha encontrado en la playa de Moraca, en Bioko.

## Distribución
Se distribuye por Guinea Ecuatorial.